# Saitis kandyensis
Espèce
Saitis kandyensis est une espèce d'araignées aranéomorphes de la famille des Salticidae.

## Distribution
Cette espèce est endémique du Sri Lanka.

## Étymologie
Son nom d'espèce, composé de kandy et du suffixe latin -ensis, « qui vit dans, qui habite », lui a été donné en référence au lieu de sa découverte, Kandy.

## Publication originale
- Kim, Ye & Oh, 2013 : A new species of the genus Saitis Simon, 1876 (Araneae: Salticidae) from Sri Lanka. Korean Arachnology, vol. 29, p. 251-262.